# Gianluca Korte
Gianluca Korte (* 29. August 1990 in Speyer) ist ein deutsch-italienischer Fußballspieler.

## Karriere
Korte spielte in seiner Jugend für die DJK Phönix Schifferstadt. Seine ersten Einsätze im Erwachsenenbereich hatte er bei TuS Mechtersheim. 2011 wechselte er gemeinsam mit seinem Zwillingsbruder Raffael Korte zum Zweitligisten Eintracht Braunschweig. Hier hatte er am 4. Spieltag beim Auswärtsspiel gegen den Karlsruher SC (3:1) seinen ersten Einsatz im Profifußball, als er überraschend in der Startelf stand. Am Ende der Saison 2012/13 stieg er mit Braunschweig in die Bundesliga auf.
Anschließend verlängerte er seinen Vertrag vorzeitig um zwei Jahre bis zum 30. Juni 2015. Sein Erstligadebüt feierte er bei der 0:2-Niederlage beim FC Bayern München, bei der er in der 59. Minute eingewechselt wurde. Im Trainingslager im spanischen Chiclana de la Frontera zog sich Korte im Januar 2014 einen Kreuzbandriss zu und fiel für den Rest der Bundesligasaison 2013/14 aus.
Nach dem Abstieg der Eintracht in die zweite Liga konnte sich Korte nicht durchsetzten. Im Januar 2015 wurde er für ein halbes Jahr an den Ligakonkurrenten VfR Aalen ausgeliehen. Gleichzeitig verlängerte er seinen Vertrag in Braunschweig bis zum 30. Juni 2016. Nach Ablauf der Leihe einigten sich Eintracht Braunschweig und Gianluca Korte darauf, den Vertrag aufzulösen. Im Januar 2016 unterschrieb er einen Vertrag beim SV Waldhof Mannheim. Der zunächst bis zum Saisonende 2017 laufende Vertrag wurde jeweils verlängert und galt zuletzt bis zum 30. Juni 2020. Im Sommer 2019 konnte Korte mit den Waldhöfern den Aufstieg in die 3. Liga feiern.
Zur Saison 2020/21 wechselte Korte zum SV Wehen Wiesbaden. Er erhielt einen Zweijahresvertrag bis Mitte 2022, der nach Ablauf nicht verlängert wurde. Zu Beginn der Saison 2022/23 wechselte er zum Südwest-Regionalligisten TSV Steinbach Haiger. In der Saison 2024/25 spielte Korte beim deutschen Meister des Jahres 1949, dem VfR Mannheim, in der fünftklassigen Oberliga Baden-Württemberg.
Korte studiert Sportmanagement und hat ein Kind.

## Erfolge
- Badenpokal: 2020
- Hessenpokal: 2021